# Maksim Žaŭnerčyk
Maksim Anatolevič Žaŭnerčyk (in bielorusso Максім Анатолевіч Жаўнерчык?; in russo Максим Анатольевич Жавнерчик?, Maksim Anatol'evič Žavnerčik; Salihorsk, 9 febbraio 1985) è un ex calciatore bielorusso, di ruolo centrocampista.

## Carriera

### Club
Dopo aver giocato nel BATĖ Borisov, nel 2009 si trasferisce al Kuban'.

### Nazionale
Nel 2011 debutta con la nazionale bielorussa.

## Palmarès

### Club

#### Competizioni nazionali
- Coppa di Bielorussia: 1

BATĖ Borisov: 2005-2006
- Campionato bielorusso: 4

BATĖ Borisov: 2006, 2007, 2008, 2015
- Pervyj divizion: 1

Kuban': 2008
- Supercoppa di Bielorussia: 2

BATĖ Borisov: 2015, 2016